# Hemesteum nanum
Hemesteum nanum là một loài dương xỉ trong họ Dryopteridaceae. Loài này được H.L mô tả khoa học đầu tiên năm 1915.
Danh pháp khoa học của loài này chưa được làm sáng tỏ. 